# Kopli (Saaremaa)
Kopli is een plaats in de Estlandse gemeente Saaremaa, provincie Saaremaa. De plaats heeft de status van dorp (Estisch: küla).
De plaats viel tot in oktober 2017 onder de gemeente Leisi. In die maand werd Leisi bij de fusiegemeente Saaremaa gevoegd.

## Bevolking
Het dorp had 10 inwoners op 31 december 2011 en 8 inwoners op 31 december 2021.

## Geschiedenis
Kopli werd voor het eerst genoemd in 1782. De naam is afgeleid van ‘Koppel’, het Duitse woord voor ‘grasland’. Tussen 1977 en 1997 maakte Kopli deel uit van het buurdorp Karja.